# Rinorea bahiensis
Rinorea bahiensis là một loài thực vật có hoa trong họ Hoa tím. Loài này được (Moric.) Kuntze miêu tả khoa học đầu tiên năm 1891.